# Riesenblässhuhn
Das ca. 60 Zentimeter große Riesenblässhuhn (Fulica gigantea) ist ein Vertreter aus der Ordnung der Kranichvögel.

## Aussehen
Diese Vögel haben ein schwarzes Gefieder und einen kräftigen Körperbau. Der Schnabel ist oben weiß, die Spitze und die Unterseite sind rot, der Teil hinter den Nasenlöchern ist gelb.

## Verbreitung und Lebensraum
Diese Art kommt in den Anden Perus und Nordchile sowie in Brasilien vor. Sie bewohnt die Bergseen dieses Gebietes meist in einer Höhe von über 3.500 Metern ü. N.N.

## Lebensweise
Diese Vogelart ist tagaktiv. Sie geben sehr verschiedenartige Laute wie Quieken, Bellen u. ä. von sich, die noch in weiterer Entfernung zu hören sind. Im Winter ziehen diese Vögel trotz der meist widrigen Wetterlage nicht in tiefere Gebiete. Sie sammeln sich in Gruppen in der Nähe vulkanischer Quellen, wo es offene Tümpel und Zugang zu Nahrung gibt. Sie sind Allesfresser und erbeuten Insekten, kleinere und mittelgroße Tiere wie Vögel, Säugetiere und Fische, daneben stehen Pflanzentriebe, Früchte und Samen auch auf ihrem Speiseplan.

## Fortpflanzung

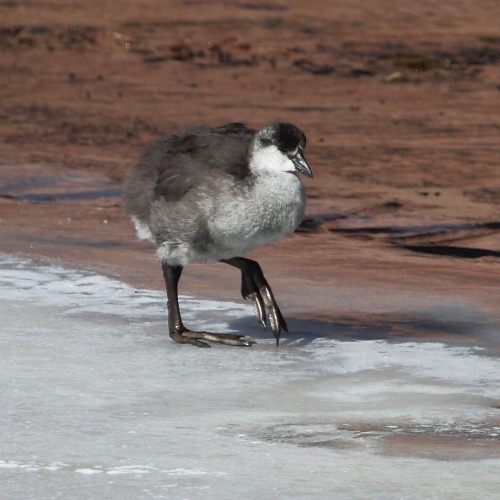
Junges Riesenblässhuhn

Das Weibchen legt weiße bis bräunlich gefärbte Eier. Die genaue Anzahl ist nicht bekannt. Das Nest wird aus Wasserpflanzen in Gewässernähe angelegt. Die Brutdauer beträgt ca. 1 Monat. Die Jungen haben ein braunes bis schwarzes Jugendgefieder. Die Jungen sind Nestflüchter und werden von beiden Eltern versorgt.

## Gefährdung und Schutzmaßnahmen
Da diese Art noch relativ häufig vorkommt und keine Gefährdungen bekannt sind, wird sie von der IUCN als (Least Concern) ungefährdet eingestuft.

## Etymologie und Forschungsgeschichte
Joseph Fortuné Théodore Eydoux und Louis François Auguste Souleyet beschrieben das Riesenblässhuhn unter dem Namen Fulcia giganteas. Als Fundort nannten sie Peru. Carl von Linné führte bereits 1758 den Gattungsnamen »Fulica« neu in die Wissenschaft ein. Dieser Name leitet sich vom lateinischen »fulica, fuliga, fulix, fulicis« für »Wasserhuhn« ab. Der Artname leitet sich vom lateinischen »giganteus, gigas, gigantis« für »Riese, riesig« ab.